# Marie Didier
Marie Didier née Marie-Frédérique Delon en 1939 à Nancy est une gynécologue française, connue du grand public pour son œuvre et son talent d'écrivain. Exerçant son métier de médecin à Toulouse, elle se définit comme une militante engagée aux côtés de tous les déshérités. Son attention se porte essentiellement vers les femmes et les pauvres, auprès desquels elle puise son inspiration.

## Biographie
Elle ne connaîtra pratiquement pas son père : cet officier, capitaine dans l'armée française tombera au champ d'honneur en 1940. Elle sera élevée par sa mère, institutrice, et passera sa jeunesse avec sa sœur, dans la maison familiale de Venerque dont elle ne se séparera pas avant les années 1990. Les anciens de ce village la connaissent sous le petit nom de « Fredou » qui lui vient de son prénom complet qui est Marie-Frédérique. Marie était le prénom de sa mère décédée en 2005. Elle a une sœur aînée qui a épousé son beau-frère.
Elle commence sa carrière d'interne à l'hôpital Mustapha en Algérie. Puis elle travaille dans les quartiers difficiles, en libérale, les dispensaires et les bidonvilles de gitans.
Très sensible à la souffrance humaine, l'écriture devient un moyen de faire partager aux autres son quotidien et son combat. Elle devient ainsi médecin écrivain comme l'ont été avant elle Rabelais, Littré, Jean Reverzy, Jean Freustié et Tchekhov.
« Elle est venue à l'écriture par les chemins du corps, les multiples empreintes qui le façonnent, les oins, les jouissances ou les consolations qu'il réclame ».

## Œuvres
Contre-visite, son premier livre, est publié chez Gallimard en 1988. C'est « une écriture qui vient du corps et y retourne sans cesse, fluide comme le sang, traversée quelques fois de tumeurs, fragile et vivante, mortelle mais jamais mortifère ». Une véritable contre-visite intérieure, au moment où elle arrive épuisée après une dure journée de travail auprès des exclus auxquels elle se vouait corps et âme. Alors avec et contre sa lassitude, Marie Didier ouvre ce cahier d'une contre-visite intérieure. Elle fait comparaître avec ironie et douceur les visages rencontrés pendant la journée[citation nécessaire][source insuffisante].
Depuis son premier livre, elle n'a cessé d'écrire avec des sources d'inspiration qui n'ont pas arrêté de se renouveler avec une constante : toujours la même tendresse et son action pour les malheureux.
Dans La Mise à l'écart en 1992, elle décrit l'immense douleur d'une femme quand meurt l'amour, et les jours où, à pas de colombe, la guérison s'approche[source insuffisante] [citation nécessaire]. Puis elle écrit La Vie de Jeanne en 2000.
Ensuite vient La Bouilloire russe en 2002 qui évoque le journal d'un médecin atteint du cancer du côlon. Catapulté du jour au lendemain de l'autre côté de la frontière, il se met à écrire un journal dans lequel vont s'étaler ses pensées, ses impressions, ses peurs et ses espoirs. Et malgré ces épreuves, « les choses de la vie se remettent à chantonner comme la bouilloire russe sous laquelle il faut chaque jour entretenir le feu ».
Sa première distinction est obtenue en 2006 avec Dans la nuit de Bicêtre, qui est son sixième ouvrage. Elle obtient alors le prix Jean Bernard qui est décerné par l'Académie nationale de médecine. Dans cette histoire d'amour, elle rend corps et visage, place et présence, à Jean-Baptiste Pussin. « D'un côté, Marie Didier elle-même, professionnelle du soin et ancienne tuberculeuse. De l'autre, un homme d'exception du XVIIIe siècle qu'elle nous raconte en un dialogue au-delà du temps ». Ce surveillant de l'hospice de Bicêtre est un précurseur de la psychiatrie dont il va profondément modifier la vision, tout d'abord auprès du médecin militaire Jean Colombier, qui est nommé inspecteur général des Hôpitaux, dépôts de mendicité et prisons, et qui le rencontre à Bicêtre lors de ses inspections. Puis plus tard, auprès du médecin Philippe Pinel, qui est nommé à Bicêtre en 1793. À eux deux ils engendrent la deuxième révolution psychiatrique. Dans cette biographie romancée, écrite de manière lyrique, on redécouvre cet homme courageux, humble et profondément humain[citation nécessaire]. Il s'agit d'une véritable rencontre avec ce personnage hors du commun. Elle avoue avoir « abordé ce travail en toute innocence, en quelque sorte guidée par le désir. » Car c'est ce désir pour cet homme qui a poussé sa curiosité. Ce roman a un effet presque incantatoire, presque sacré pour faire revenir Jean-Baptiste Pussin un petit peu à la vie. Dans cette enquête, elle se livre elle-même dans un univers qui, s'il se situe à l'époque de la Révolution, n'est guère éloigné de celui qu'elle côtoie tous les jours de sa vie professionnelle. Rien d'étonnant qu'elle ait ressenti le besoin de s'immiscer dans son propre roman. Les écrits de Jean-Baptiste Pussin l'ont faite rentrer dans une sorte d'intimité avec lui.
En 2008 elle publie chez Gallimard Morte saison sur la ficelle. Elle y excelle dans le style qui lui est propre et qui se définit par une écriture clinique qui ausculte un évènement, un personnage. Elle remarque, observe, analyse et organise chacune des situations. On assiste à des arrêts sur image. Ainsi un événement devient l'événement où la pulsion de mort est toujours présente[citation nécessaire].
En 2011, elle publie Le Veilleur infidèle, puis, en 2015, un récit autobiographique, Ils ne l'ont jamais su.

## Vie privée
Elle est mariée avec Michel Didier, un peintre reconnu. C'est un ancien professeur de lettres de l'Université de Toulouse Le Mirail qui est originaire des Vosges.
Leur fille aînée Claire, née en 1964, est connue pour ses écrits à destination des enfants. Son premier album Le Livre des trous est paru chez Nathan en 2006. Il est illustré par Roland Garrigue.